# Dawn of the Dead (2004)
Dawn of the Dead (bra: Madrugada dos Mortos; prt: O Renascer dos Mortos) é um filme norte-americano de 2004, do gênero terror, dirigido por Zack Snyder e escrito por James Gunn. É estrelado por Sarah Polley, Ving Rhames, Jake Weber, e Mekhi Phifer. Trata-se de uma "reimaginação" do filme homônimo de 1978 de George A. Romero. Apesar de usar o mesmo conceito do filme de Romero, não tem nenhum personagem do original e a história segue rumos diferentes. Dawn of the Dead retrata um grupo de sobreviventes vivendo em um shopping center localizado na cidade fictícia de Everett, Wisconsin, cercado por hordas de mortos-vivos. O longa-metragem é a estreia de Zack Snyder na direção cinematográfica.
Distribuído pela Universal Pictures, Dawn of the Dead foi lançado nos Estados Unidos em 19 de março de 2004. O filme foi um sucesso de bilheteria e arrecadou $ 102 milhões em todo o mundo, contra um orçamento de $ 26 milhões. O filme também recebeu críticas geralmente positivas dos críticos.

## Enredo
Depois de terminar um longo turno como enfermeira em um hospital, Ana retorna á sua casa no subúrbio da cidade fictícia de Everett, Wisconsin. Ela toma um banho ao lado do marido, Louis. Naquela noite, por estarem muito cansados, eles perdem um boletim de notícias de emergência na televisão. Na manhã seguinte, uma garota do bairro entra na casa deles e mata Louis, que imediatamente reanima como zumbi e ataca Ana. Ela foge no carro, bate e desmaia. Ao acordar, ela se junta ao sargento da polícia Kenneth Hall, ao vendedor de eletrodomésticos Michael, ao criminoso Andre e à sua esposa grávida, Luda. Eles entram em um shopping próximo e são atacados por um segurança zumbi, que arranha Luda. Três guardas - C.J., Bart e Terry - fazem com que eles entreguem suas armas em troca de refúgio. Eles se dividem em grupos para garantir o shopping. No telhado, eles vêem outro sobrevivente, Andy, que está preso em sua loja de armas do outro lado do estacionamento infestado de zumbis.
No dia seguinte, um caminhão de entrega com mais sobreviventes entra no estacionamento, perseguido por zumbis. Eles são Norma, Steve, Tucker, Monica, Glen, Frank e sua filha, Nicole. Outra mulher está doente demais para andar; ela é levada para dentro, apenas para morrer e reanimar. Depois que ela é morta, o grupo determina que a doença é transmitida através de mordidas. Luda mantém um segredo do grupo, embora Andre saiba. Frank, que foi mordido, decide ficar isolado. Quando ele reanima, Kenneth atira nele.
Kenneth e Andy iniciam uma amizade por meio de mensagens escritas em uma lousa branca que cada um possui; romance floresce entre Ana e Michael, e Nicole e Terry. Quando a energia acaba, alguns dos sobreviventes vão para a garagem para ativar o gerador de emergência e encontrar um cão amigável que é adotado por Nicole e nomeado Chips. Zumbis matam Bart, forçando os outros a extinguir os zumbis com gasolina e os incendiar. Enquanto isso, Luda - amarrada por Andre - dá à luz e morre. Ela reanima e Norma mata Luda. Isso faz Andre enlouquecer; ele troca tiros com Norma e os dois se matam. Os outros encontram um bebê zumbi, que matam com relutância. O grupo decide lutar até a marina e viajar no iate de Steve para uma ilha no Lago Michigan. Eles reforçam dois ônibus da garagem para a fuga deles.
Para resgatar Andy, o grupo coloca os suprimentos no cachorro, Chips, e o abaixa no estacionamento; os zumbis não têm interesse nele. Chips entra na loja de Andy com segurança, mas um zumbi segue e morde Andy. Perseguindo Chips, Nicole bate o caminhão de entrega na loja de armas, onde é presa por um Andy zumbificado. Um grupo deles chega à loja de armas pelos esgotos, mata Andy e resgata Nicole. Eles pegam munição e voltam ao shopping; ao longo do caminho, Tucker quebra as pernas e C.J. é forçado a matá-lo. Uma vez lá dentro, eles não conseguem trancar a porta porque Steve abandonou temporariamente seu serviço de guarda. Os zumbis atacam o shopping, forçando uma evacuação através dos ônibus.
Durante uma curva brusca do ônibus pela cidade, Glen perde o controle de uma moto-serra, acidentalmente matando a si mesmo e a Monica. No caos, o ônibus deles cai. Steve tenta fugir sozinho, mas é emboscado por um zumbi. Ana mata o Steve zumbificado e recupera as chaves do barco. Na marina, C.J. se sacrifica para que os outros possam escapar. Michael, depois de revelar um ferimento, se mata quando Ana, Kenneth, Nicole, Terry e Chips fogem no iate.
Durante os créditos, imagens de uma câmera de vídeo encontrada no barco mostram que o grupo fica sem suprimentos, chegam a uma ilha e são atacados por um enxame de zumbis. A câmera de vídeo cai no chão enquanto dezenas de zumbis perseguem eles, deixando seus destinos desconhecidos.

## Elenco
- Sarah Polley como Ana
- Ving Rhames como Kenneth
- Jake Weber como Michael
- Mekhi Phifer como Andre
- Ty Burrell como Steve
- Michael Kelly como C.J.
- Kevin Zegers como Terry
- Michael Barry como Bart
- Lindy Booth como Nicole
- Jayne Eastwood como Norma
- Boyd Banks como Tucker
- Inna Korobkina como Luda
- R. D. Reid como Glen
- Kim Poirier como Monica
- Matt Frewer como Frank
- Louis Ferreira como Louis
- Hannah Lochner como Vivian
- Bruce Bohne como Andy
- Scott Reiniger como o General
- Tom Savini como Sheriff T. Cahill
- Ken Foree como o Tele-evangelista

## Produção

### Desenvolvimento
Os planos para refazer o filme de terror cult de George A. Romero, Dawn of the Dead (1978), foram concebidos pelo produtor Eric Newman. Um fã do filme original, Newman pediu a Marc Abraham da Strike Entertainment que produzisse o filme com ele, com o qual Abraham concordou. Newman e Abraham conseguiram os direitos do filme depois que eles foram entregues por Richard P. Rubinstein, produtor do original. Rubinstein afirmou que finalmente concordou em conceder os direitos depois de vários anos, porque estava preocupado "que, em algum momento, um estúdio higienizasse a visão de Newman de produzir uma versão com 'atitude'", como o filme de Romero foi produzido de forma independente. Além disso, o produtor ficou impressionado com o "longo histórico de Abraham em manter intacta a integridade criativa dos filmes distribuídos em estúdio que ele produziu".
Newman e Abraham disseram na época que o novo Dawn of the Dead é mais uma "re-visão" do filme de Romero, voltado para o público mais jovem que não tinha visto o original. Newman afirmou que o objetivo da produção é "fazer os fãs antigos felizes e fazer muitos novos fãs. Porque essa é a única razão pela qual estamos fazendo isso". Ele citou seus filmes de terror clássicos favoritos Invasion of the Body Snatchers (1978), The Thing (1982) e A Mosca (1986) como influências cinematográficas, explicando que estes tiveram "algumas atualizações incríveis" que "acrescentam ao invés de diminuir os filmes originais".
Em busca de um roteirista, Rubinstein contratou James Gunn, um fã ávido do filme original, que escreveu um roteiro que cimentou o interesse da Universal Pictures pelo projeto. Enquanto Gunn é o único roteirista creditado, Michael Tolkin e Scott Frank também trabalharam no roteiro de Dawn of the Dead. Rubinstein afirmou que Tolkin desenvolveu ainda mais os personagens, enquanto Frank forneceu algumas das maiores e movimentadas cenas de ação.
Zack Snyder foi contratado para dirigir o filme, fazendo sua estreia como diretor de cinema. Abraham disse que "Zack teve uma visão muito específica do filme", acrescentando: "Não teríamos conseguido nosso grande elenco se [Snyder] não tivesse sido capaz de falar sobre o filme de uma maneira tão confiante e original."

### Filmagens edesign
A fotografia principal durou quase três meses, de 9 de junho a 6 de setembro de 2003, em várias partes de Toronto, Canadá. Snyder fez storyboards para o filme extensivamente.
Andrew Neskoromny supervisionou o design da produção, que incluiu a construção do shopping center fictício chamado de "Crossroads Mall". Neskoromny pesquisou shoppings que estavam programados para serem demolidos em países como Romênia, Japão e Reino Unido, mas não encontraram resultados. No Canadá, no entanto, a equipe localizou o extinto shopping Thornhill Square, em Thornhill, Ontário, cuja área media aproximadamente 45.000 pés quadrados (1,0 acres) e, eventualmente, usaram esse local. A equipe renovou completamente a estrutura durante um período de oito semanas; o shopping remodelado incluiu, entre outras coisas, um recurso de água caro perto da entrada, 14 lojas projetadas individualmente, estruturas de estacionamento e áreas de armazém. De acordo com Snyder, as lojas tiveram que ser renomeadas já que Starbucks e várias outras empresas se recusaram a deixar seus nomes serem usados (exceto Roots e Panasonic).

## Lançamento
No Reino Unido, Dawn of the Dead e Shaun of the Dead foram originalmente programados para serem lançados na mesma semana, mas devido à semelhança nos títulos dos dois filmes e no enredo, o UIP optou por adiar o lançamento de Shaun of the Dead por duas semanas. Dawn of the Dead foi exibido no Festival de Cannes de 2004. O filme foi lançado nos Estados Unidos em 19 de março de 2004.

## Recepção

### Bilheteria
Dawn of the Dead arrecadou mais de 59 milhões dólares nas bilheterias americanas, e mais de 102 milhões dólares em todo o mundo, se tornando um dos poucos filmes de zumbis que arrecadaram mais de $ 100 milhões em bilheterias internacionais.

### Crítica
No Rotten Tomatoes, o filme tem uma taxa de aprovação de 75% com base em 187 críticas. O consenso crítico do site diz: "Um cinético, violento e surpreendentemente digno remake do clássico de terror de George Romero que presta homenagem ao original, enquanto trabalha em seus próprios termos". No Metacritic, o filme tem uma pontuação de 58 em 100 com base em 37 críticas, indicando "criticas mistas ou médias".
Roger Ebert disse que o filme "funciona e oferece exatamente o que você espera quando compra seu ingresso", embora sentiu que ele "falta o humor mordaz da versão de Romero".
Peter Travers, da Rolling Stone, classificou-o em 3º lugar no seu "Top 10 Melhores Filmes de Zumbis". Bloody Disgusting classificou o filme em oitavo lugar na lista "Top 20 Filmes de Terror da Década".

### Prêmios e indicações
| Ano  | Prêmio                                             | Categoria                         | Indicação                             | Resultado | Ref.   |
| ---- | -------------------------------------------------- | --------------------------------- | ------------------------------------- | --------- | ------ |
| 2004 | Bram Stoker Awards                                 | Melhor Roteiro                    | James Gunn                            | Indicado  | [ 15 ] |
| 2004 | Festival de Cannes                                 | Câmera de Ouro                    | Zack Snyder                           | Indicado  |        |
| 2005 | Academy of Science Fiction, Fantasy & Horror Films | Melhor Filme de Terror            | Dawn of the Dead                      | Indicado  |        |
| 2005 | Academy of Science Fiction, Fantasy & Horror Films | Melhor Maquiagem                  | David LeRoy Anderson e Mario Cacioppo | Indicado  |        |
| 2005 | Fangoria Chainsaw Awards                           | Melhor Filme de Grande Lançamento | Dawn of the Dead                      | Indicado  |        |
| 2005 | Fangoria Chainsaw Awards                           | Melhor Atriz                      | Sarah Polley                          | Indicado  |        |
| 2005 | Fangoria Chainsaw Awards                           | Melhor Ator Coadjuvante           | Jake Weber                            | Indicado  |        |

## Planejada sequência
Uma sequência intitulada Army of the Dead foi planejada. Zack Snyder afirmou que ele só iria produzir a sequência ao invés de reprisar seu papel como diretor devido a seu trabalho em Watchmen quando ele anunciou o filme. O roteiro de Army of the Dead foi escrito por Zack Snyder e Joby Harold. Ainda de acordo com a produtora Deborah Snyder, o filme estava situado em Las Vegas, e a cidade teria que ser contida para parar o surto de zumbis. Os estúdios produtores do filme seriam Universal Studios (que lançou o primeiro) e Warner Bros. Entertainment (que lançou a maioria dos filmes de Snyder desde 300) e o filme foi definido para ser dirigido por Matthijs van Heijningen Jr., diretor de A Coisa (2011), a prequela do cult clássico homônimo de John Carpenter lançado em 1982.
Netflix reviveu o projeto de Army of the Dead em 2019, com Snyder na direção, embora dessa vez não tenha sido identificado como uma sequência de Dawn of the Dead.